# كشتمنة غرب
قرية كشتمنة غرب هي إحدى القرى التابعة لمركز نصر النوبة في محافظة أسوان في جمهورية مصر العربية.